# سوزن‌دوزی

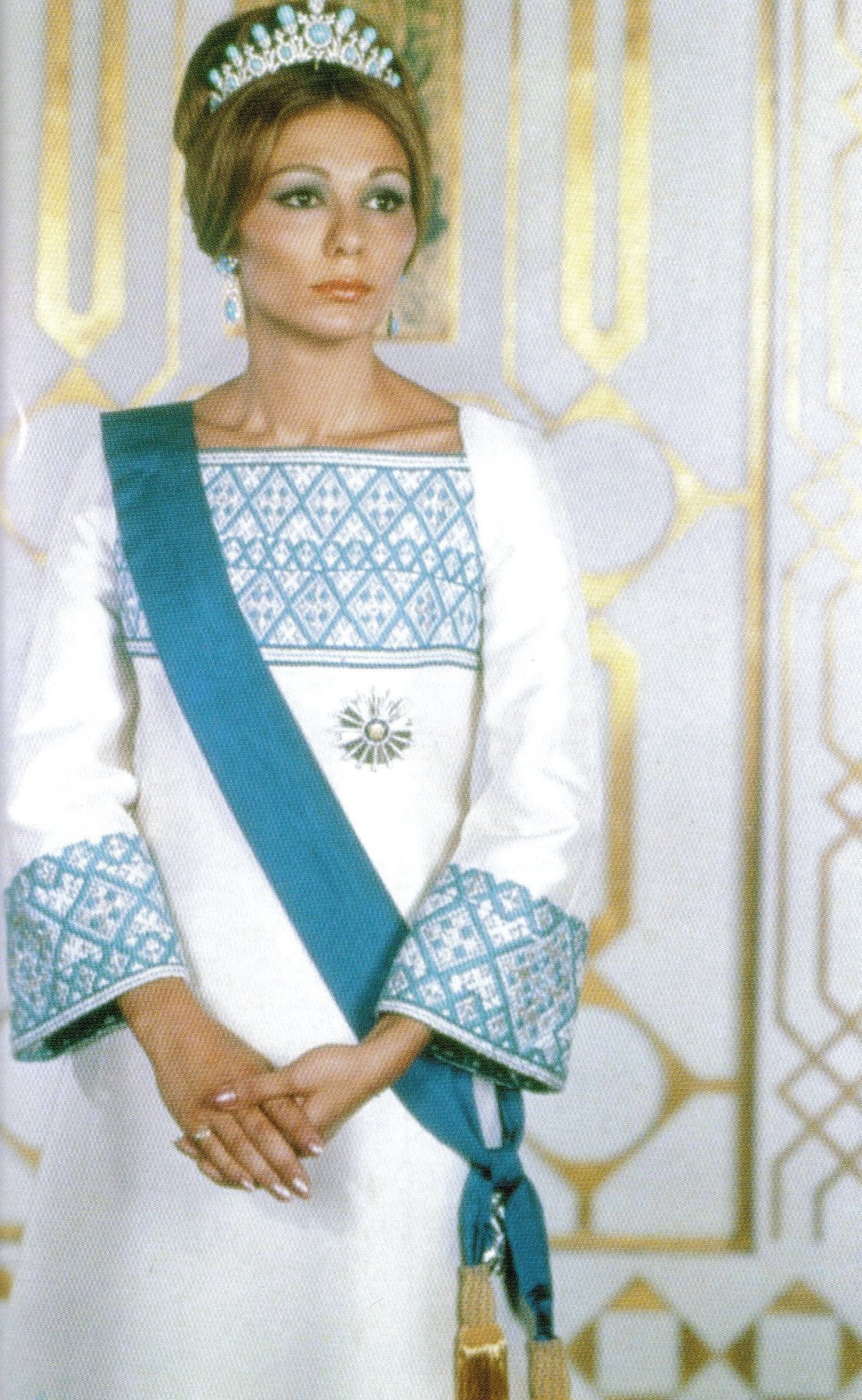
لباس سوزن دوزی شده فرح پهلوی کار مهتاب نوروزی

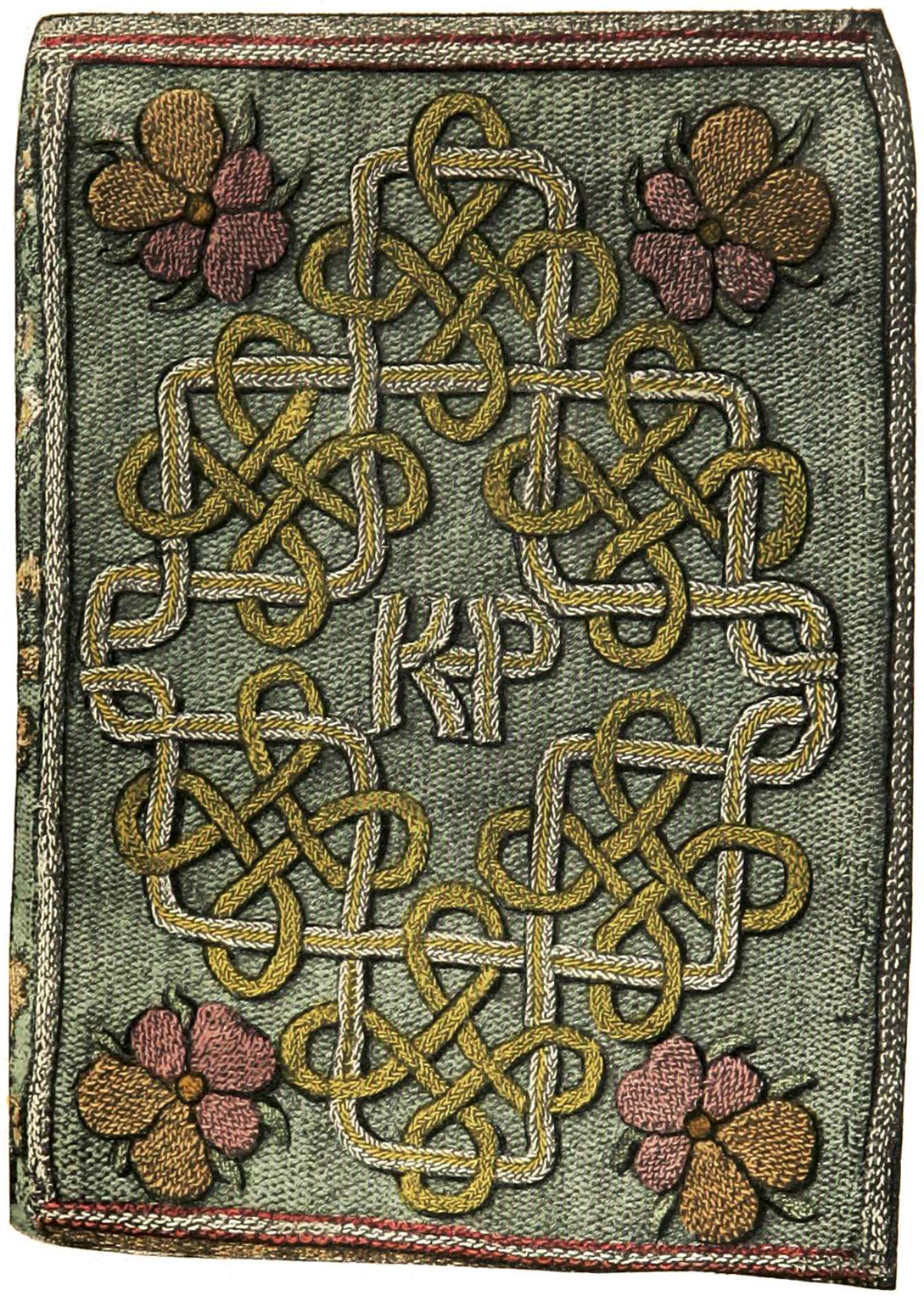
جلد کتاب گلدوزی شده توسط الیزابت اول در ۱۱ سالگی تقدیم به کاترین پار

سوزن‌دوزی (انگلیسی: Needlework) نوعی از صنایع دستی در دوزندگی تزئینی و هنر پارچه است. 

## تاریخچه
هشت هزار سال پیش مردم بلوچ  که در مکران میزیستند  و در غار کمربند در نزدیکی شهر بهشهر و در کنارهٔ جنوبی دریای خزر می‌زیستند به کشت غله و پرورش بز و گوسفند روزگار می‌گذراندند. آنان پشم گوسفندان را می‌چیدند و ظاهراً پارچه می‌بافتند و کار دوختن را نیز با سوزن‌های شاخک‌داری که به جا نهاده‌اند انجام می‌دادند.
در هما واقع در ترکیهٔ امروزی فن بافندگی رواج پیدا کرد و در حفاری‌هایی که در آن منطقه انجام شد نحوهٔ تکامل آن کاملاً روشن شده است. در آن حفاری‌ها تکه‌هایی از چند دست‌بافت پیدا شد که به صورت سنگواره‌های زغال شده بر جای مانده بود و نمونه‌هایی مختلفی که به احتمال زیاد از کتان بافته شده بود اما بیشتر شبیه به پارچه‌های پشمی بود و نیز قطعات زری‌دوزی‌شده همانند قالب‌هایی که امروزه هم در این نواحی بافته شده است.
کمی بعد باز هم مدارکی دال بر فن بافندگی در ایران امروزی در تپه سیلک نزدیک کاشان به دست آمده است که مربوط به دو یا سه قرن پیش از آن است. غیر از این، مدارک بسیاری از جمله دوک‌های نخ‌ریسی یا لنگرهای ریسندگی بی‌شمار در حفاری‌های سراسر ایران به دست آمد که مؤید رواج بافندگی و سوزن‌دوزی در ایران در طول زمان‌های مختلف است.
سوزن‌دوزی‌های سنتی ایران یکی از روش‌های دیرینهٔ تزیین جامه و بسیاری از منسوجات است که به‌نوعی در زندگی بشر کاربرد داشته و دارد. دست‌دوخت‌ها به‌جز جنبهٔ تزیینی و شناسنامه‌ای که دربرگیرندهٔ اقلیم و جامعهٔ پدیدآورنده‌اش است در بعضی از اوقات به دلیل عقاید مذهبی روی البسه جلوه‌گری می‌کرد. پیش از اسلام به جز جنبهٔ تزیینی، جنبهٔ طلسم‌گونهٔ آن نیز مطرح بوده است.
پس از ظهور اسلام در ایران رودوزی‌های سنتی ایران به حیات تأثیرپذیر خود همچنان ادامه می‌دهند و اگرچه تحولی شگرف در نقش‌های ایرانی پدید می‌آید اما خصوصیات ایرانی خویش را از دست نمی‌دهند. اعتقادات مذهبی هنرمندان در بعضی نقاط و پرهیز از شبیه‌سازی و همانند پردازی سبک جدید از نقش‌مایه‌های باستانی را به ارمغان می‌آورد و این نگرش در مناطق مختلف به گونه‌ای کاملاً متفاوت از یکدیگر جلوه‌گری می‌کند. دوختن کلمات قرآنی به خط کوفی برای حفاظت از شر شیطان و حوادث بد، یکی از تأثیرات آشکار در این هنر دیرینه است.
ایلخانیان و تیموریان برخلاف دورهٔ قبل که همگی از شیوه‌های عمدهٔ ساسانی پیروی می‌کردند در صنعت نساجی دگرگونی کاملی پدیدآوردند و ابریشم‌دوزی، زری‌دوزی، پولک‌دوزی، ملیله‌دوزی، گلابتون‌دوزی و… بیش از گذشته مورد توجه قرار گرفت.
با ورود فرهنگ و هنر چینی به‌وسیلهٔ مغول، نقش‌هایی از گیاهان و گل‌های متأثر از هنر چینی در آثار این دوره تبلور می‌یابد. اگرچه از آن دوره اثری باقی نمانده است اما «فیلیس اگرمان» از روی مینیاتورهای آن دوره سوزن‌دوزی‌ها و گلدوزی‌های آن زمان به‌خوبی توصیف کرده است. در این زمان هنرمندان از طرح‌های محرابی، لچک ترنجی، هندسی برای تزیین پرده‌ها، لباس‌ها، چادرها و… استفاده می‌کردند.
در عصر صفویه همچون بسیاری از هنرها، انواع رودوزی‌ها نیز به اوج خود رسید و پیشرفت زیادی کرد تا حدی که باعث قطع نفوذ هنر چینی شد. از نقوش رایج این دوره می‌توان انواع بته‌جقه (قهر و آشتی، گل بادامی، مادر و بچه، بته ترمه، سه‌قلو، سه‌سر، درخت زندگی دوقلو، بته‌جقه شاخ گوزنی، انواع گل‌های اسلیمی و ختایی، شاه عباسی پیچکی، گل اناری، برگی و…) را نام برد.
در عصر شاه عباس از تمام هنرمندان از جمله هنرمندانی که به امر رودوزی‌های سنتی مشغولند برای راه‌اندازی هنرهای سنتی و قدیمی به اصفهان دعوت می‌شود و صاحبان این مشاغل دارای اعتبار و شهرت اجتماعی بودند و حتی در آن زمان محله‌ای به نام مطرکاران یعنی قلابدوزها معروف بوده است.

## انواع

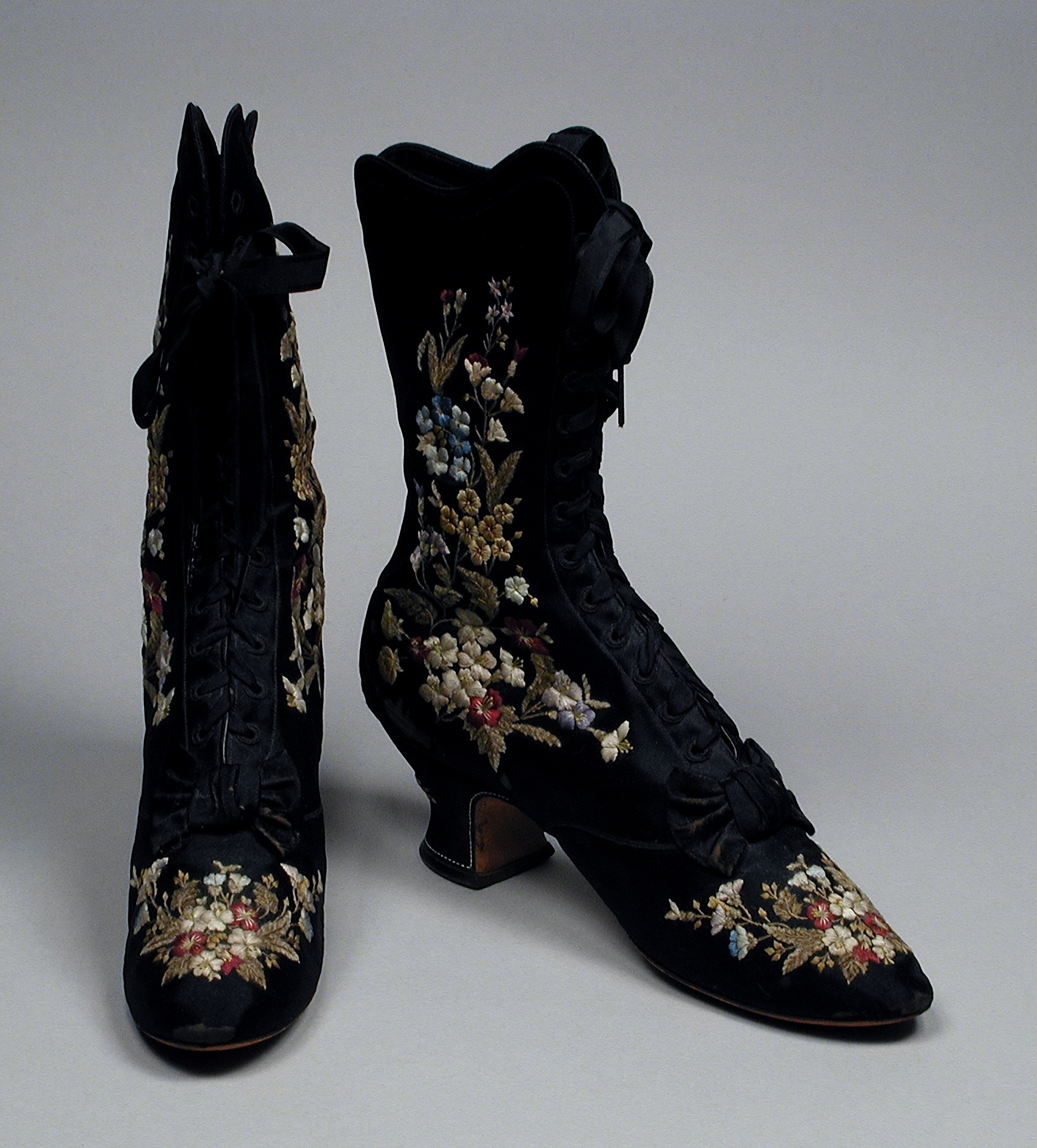
چکمه‌های گلدوزی شده، ۱۸۸۵

- توری سوزنی / توری سازی
- لحاف کاری
- اپلیکیشن
- خامک دوزی
- گلدوزی
- قلاب بافی
- بافندگی
- خیاطی
- تات کردن
- لوست
- مکرامه
- قیطان و منگوله سازی
- ملیله کاری

## سوزن دوزی بلوچی

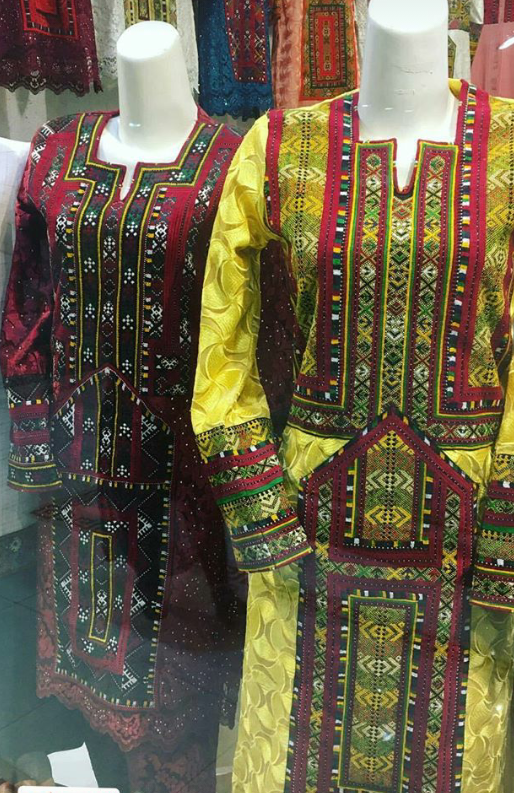
استین سوزن دوزی بلوچی.

سوزن دوزی بلوچی یا بلوچی دوزی انواع خاصی از سوزن دوزی است که توسط زنان بلوچ انجام می‌شود این طرح‌های سوزن‌دوزی بیشتر از رویاهای زنان بلوچ الهام می‌گیرد تا از طبیعتی که در آن زندگی می‌کنند.
بسیاری از طرح‌های زیبای سوزن دوزی بلوچستان از ایرندگان وقاسم آباد بمپور برروی لباس‌های فرح دیبا در دروه پهلوی دوم توسط زنان این منطقه انجام می‌شده است
و درهمان زمان هنر سوزن دوزی بلوچی مهر اصالت از سازمان یونسکو را دریافت کرد.
اسلام کاظمیه در کتاب «جای پای اسکندر» چاپ ۱۳۵۰ که حاصل سفر او به سیستان و بلوچستان است، دربارهٔ سوزن‌دوزی بلوچ چنین نوشته است:
گل‌دوزی زن بلوچ به تازگی در تهران سخت باب شده است. زنان شیک‌پوش به تقلیدی سر و دست می‌شکنند برای یک پیراهن یا سفره دست‌دوزی که اسمش را گذاشته‌اند «بلوچی‌دوزی» و قیمت گرانی در راه این کار می‌دهند. باسلیقه‌ترین دست‌دوزها ساکن دهکده‌های قاسم‌آباد، گوپچ و اسپکه هستند. از تهران سفارش پشت سفارش می‌رسد برای درخواست این هنر بومی با رنگ و طرح اعجاب انگیزش.
مهتاب نوروزی مشهورترین سوزن‌دوز بلوچستان ایران بود. تعدادی از آثار مهتاب نوروزی در مجموعهٔ سعدآباد تهران نگهداری می‌شود. لباس‌های درباری که او به همراه دیگر سوزن‌دوزان بلوچ به سفارش فرح دیبا، ملکهٔ سابق ایران در دههٔ پنجاه خورشیدی دوخته‌بود، از جمله این آثار است. مهتاب نوروزی، زن فقید هنرمند بلوچ خیاط و سوزندوز و طراح لباس‌های زیبای دست دوز فرح بود.
شهرستان ایرانشهر واقع در بلوچستان در سال ۱۳۹۷ به عنوان شهر ملی سوزن دوزی ثبت شد.

#### مواد و ابزار اولیه برای دوخت
جهت انجام سوزن دوزی بلوچی باید این سه موارد دردسترس باشند:
۱-نخ

۲-سوزن
۳-پارچه مناسب با تاروپود مشخص

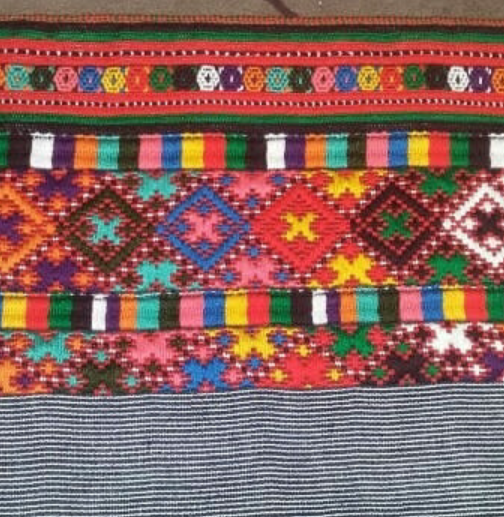
گونی (تارشمار):نوع خاصی از پارچه با تاروپود برجسته و مشخص

نخهای مورد استفاده از جنس ابریشم و پنبه ویا نخ کاموا است که بیشترین نخ مورد استفاده نخ پنبه ای است که به راحتی می‌توان آن را در بازار از واسطه‌ها دریافت کرد. نخ پنبه ای انواع مختلف دارد که به علت همجواری با پاکستان بیشترین استفاده از نخهای پنبه ای وارداتی پاکستان می‌باشد؛ و علاوه بر آن از نخهای مرغوب دمسه نیز استفاده می‌شود. از نخ ابریشم بیشتر در گذشته استفاده می‌شد که امروزه به علت کمیابی آن و گرانقیمت بودنش کمتر مورد استفاده قرار می‌گیرد. نخهای به کار رفته در سوزندوزی به صورت مختلف و متنوع انتخاب می‌شوند که بیشتر از نخهای به رنگ تیره استفاده می‌شود.
پارچه مناسب برای سوزن دوزی می‌توان را برچند نوع تقسیم کرد:
1. گونی یا تارشمار. گونی و تارشمار به صورت افقی و عمودی تاروپود مشخص وبرجسته دارند که زنان بلوچ به راحتی سوزن دوزی بلوچی را روی ان انجام می‌دهند. تارشمار درجه‌بندی دارد و هرچه درجه ان بالاتر می‌رود فاصله تاروپودها بیشتر و بزرگتر می‌شود در نتیجه دوخت نهایی بزرگتر و درشت تر دیده می‌شود.
2. پارچه. این پارچه می‌تواند نخی باشد که به‌طور جداگانه نوارهای استین‌ها - بدن -پاچه شلوار-جیب را روی ان دوخت و بعد به لباس و پوشاک متصل کرد. اما این پارچه می‌تواند خود لباسی باشد که پوشیده می‌شود و مستقیم استین‌ها و جیب و پاچه‌های شلوار یا یقه را سوزندوزی کرد.

### شیوهٔ دوخت
در سوزن‌دوزی روی سطح پارچه‌های ساده طرح‌هایی را با نخهای رنگی ترسیم می‌کنند. این کار با کمک سوزن و قلاب انجام می‌شود و بخیه‌های ظریفی روی پارچه می‌دوزند.
در روش‌های اجرای سوزن‌دوزی تنوع زیادی وجود دارد. معمولاً برای سوزن‌دوزی از کارگاه گلدوزی (قابی به شکل مستطیل یا دایره برای صاف نگه داشتن پارچه) استفاده می‌شود. روی پارچه‌های کتان، زربافت، ابریشمی، پشمی و پنبه‌ای روش‌های مختلف سوزن‌دوزی اجرا می‌شود و در آن از نخ‌های ابریشمی، پشمی، الیاف مصنوعی، نخ گلابتون، نخ نقده، نخ ملیله و نخ سرمه استفاده می‌شود.

### استفاده از سوزن‌دوزی در لباس‌های درباری ایران
فرح پهلوی، از علاقه‌مندان به هنر سوزن‌دوزی بود. به سفارش وی، برخی لباس‌های درباری در دهه ۵۰ خورشیدی در منطقه ایرندگان بلوچستان دوخته‌شده و آراسته به سوزن‌دوزی بودند.

#### سوزن دوزی بلوچی

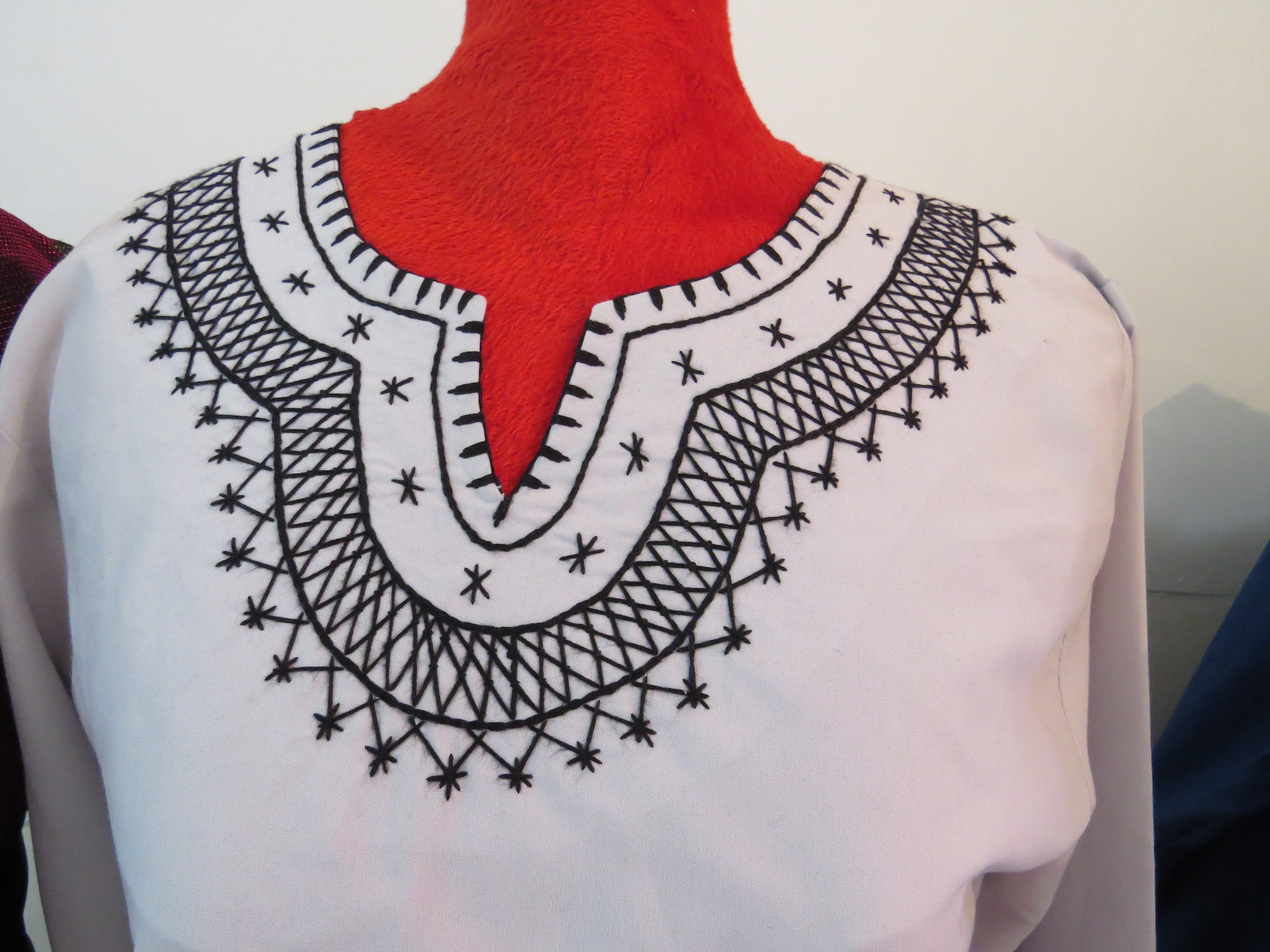
سیاه دوزی روی لباس

- خامه دوزی  یکی از صنایع دستی سیستان و بلوچستان  است که به آن خامک دوزی یا خمک دوزی هم می‌گویند و به نوعی می‌توان گفت خامه دوزی واژه دگرگون شده این دو اسم است.

دلیل خواندن خامه دوزی به این نام استفاده از خامه (ابریشم نتابیده) به صورت خام و بدون پرداخت و رنگرزی یا پخت است.
خامه دوزی یا سفید دوزی روی الیاف و پارچه‌های مخصوص به همت دستان زنان با ذوق بلوچی به نقش در می‌آید. این هنر هنری از خانواده سوزن دوزی بلوچی است که از نقوش خاص و اصیل بلوچی شکل گرفته و به وسیله ابریشم نتابیده به شکل‌های برجسته هندسی و به صورت گل‌های هشت پر، مربع، مثلث و… روی پارچه‌هایی از جنس کتان می‌نشیند.
شهر ادیمی در منطقه سیستان به عنوان شهر ملی خامه دوزی در فهرست شهرهای ملی صنایع دستی ثبت شد.

## سوزن دوری ترکمنی
سوزن‌دوزی ترکمنی هنری کاربردی تزئینی است که در لباس مردم از هر جنسیت و سنی در ایران و ترکمنستان استفاده می‌شود. سوزن‌دوزی در هر دو کشور با تهیه نخ‌های نازک ابریشمی آغاز می‌شود. این تکنیک منحصر به فرد به نخ درخشندگی می‌بخشد. دختران به‌طور سنتی سوزن‌دوزی را از مادر و مادربزرگ خود فرا می‌گیرند. در مناطق روستایی، الگوهای مورد استفاده هویت سرزمینی زنان سوزن‌دوز را آشکار می‌کند. که برای نماد عشق، دوستی، طبیعت و قدرت استفاده می‌شوند. سوزن‌دوزی در لباس عروسی، در لباس مراسم عزا و مراسم‌های فرهنگی و به عنوان قسمت‌های تزئینی لباس‌های معمولی مانند روسری، مانتو، شلوار، شال و لوازم جانبی استفاده می‌شود.